# Radziwiłłówka
Radziwiłłówka – wieś w Polsce, położona w województwie podlaskim, w powiecie siemiatyckim, w gminie Mielnik. Przez wieś przebiega droga wojewódzka nr 640.
| SIMC    | Nazwa    | Rodzaj    |
| ------- | -------- | --------- |
| 0035122 | Za Rzeką | część wsi |

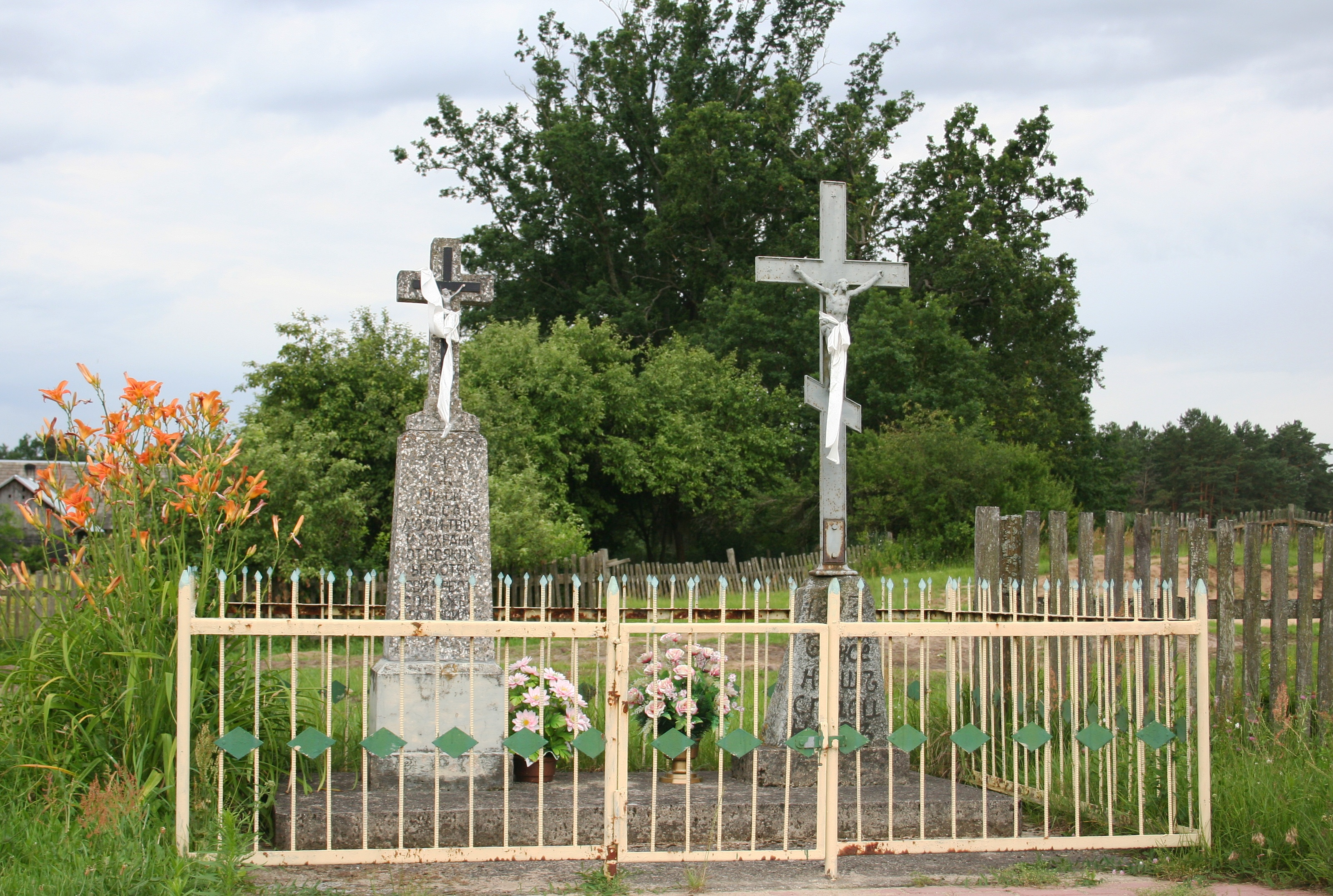
Przydrożne krzyże wotywne z cyrylicznymi inskrypcjami w Radziwiłłówce

Wierni kościoła rzymskokatolickiego należą do parafii Parafia Przemienienia Pańskiego w Mielniku.

## Historia
Miejscowość została założona w 1576. Tutaj znajdował się dwór starosty mielnickiego „Rasztowiec”. Dziś już tylko zachowała się nazwa miejsca i drogi prowadzącej do dworu. 
Po powstaniu styczniowym nazwa wsi została zmieniona na Aleksandrówka. 
W okresie II RP była siedzibą wiejskiej gminy Radziwiłłówka. 
Według Pierwszego Powszechnego Spisu Ludności z 1921 roku Radziwiłłówka liczyła 53 domy i zamieszkiwana była przez 394 osoby (181 kobiet i 213 mężczyzn). Większość mieszkańców miejscowości (w liczbie 274 osób) zadeklarowała wyznanie prawosławne, pozostali podali kolejno: wyznanie rzymskokatolickie (103 osoby), wyznanie mojżeszowe (16 osób) oraz wyznanie ewangelickie (1 osoba). Ponadto Radziwiłłówka zamieszkiwana była przez przedstawicieli trzech narodowości. Zdecydowana większość mieszkańców wsi (w liczbie 262 osób) zadeklarowała narodowość białoruską, pozostali zgłosili natomiast: narodowość polską (116 osób) i narodowość żydowską (16 osób).
W latach 1975–1998 miejscowość administracyjnie należała do województwa białostockiego.

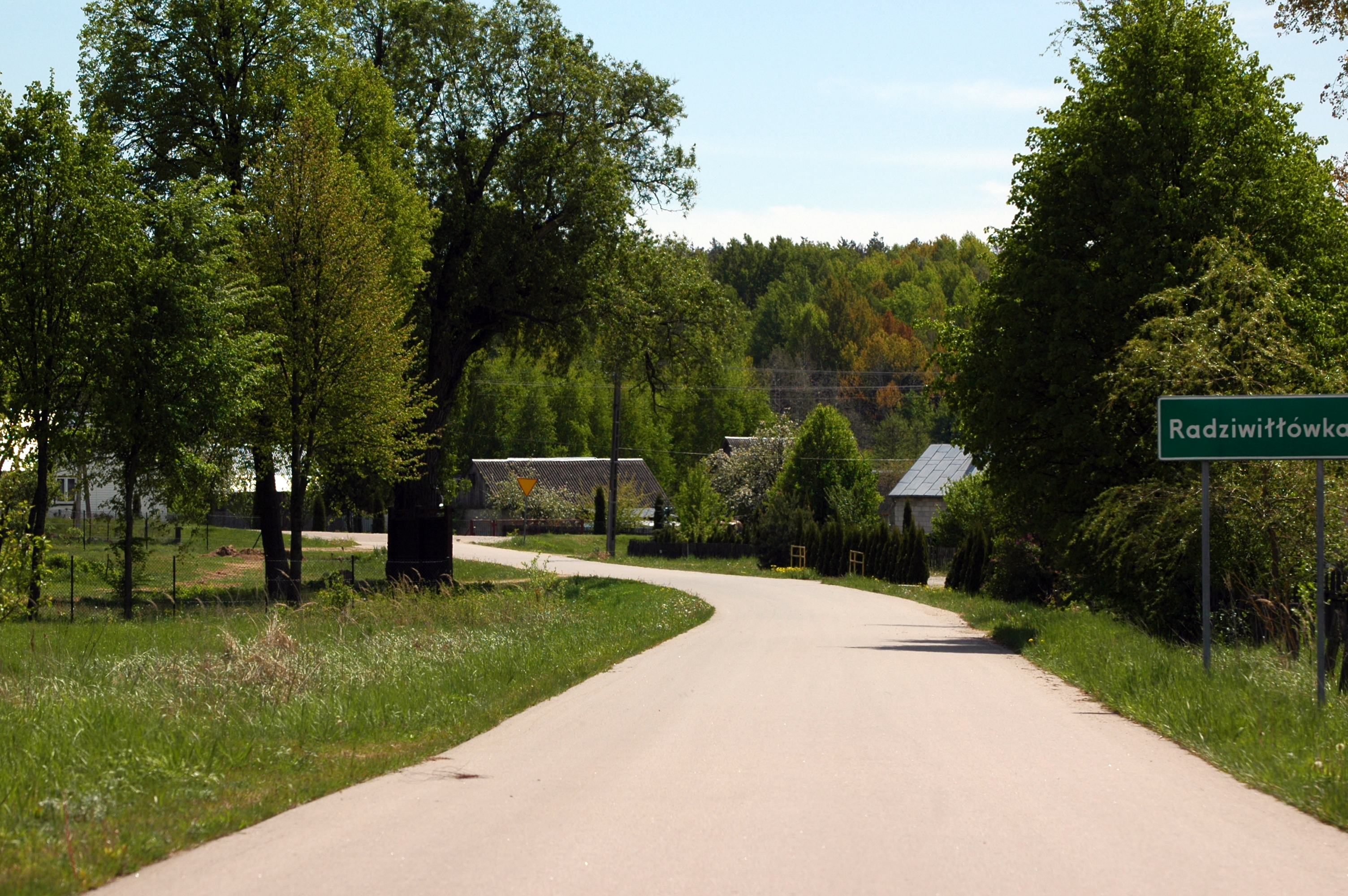
Wjazd do wsi

## Inne
W sąsiedztwie wsi znajduje się leśny rezerwat przyrody Grąd Radziwiłłowski.